# سفارة فرنسا في زامبيا
سفارة فرنسا في زامبيا هي أرفع تمثيل دبلوماسي لدولة فرنسا لدى زامبيا. تقع السفارة في لوساكا وهي تهدف لتعزيز المصالح الفرنسية في زامبيا.

## وصلات خارجية
- الموقع الرسمي
- قائمة سفارات فرنسا
- قائمة السفارات في زامبيا